# Sphagnum sancto-josephense
Sphagnum sancto-josephense là một loài rêu trong họ Sphagnaceae. Loài này được H.A. Crum & Crosby mô tả khoa học đầu tiên năm 1974.